# Stathmopoda attiei
Stathmopoda attiei is een vlinder uit de familie Stathmopodidae. De wetenschappelijke naam van deze soort is voor het eerst geldig gepubliceerd in 2011 door Guillermet.
De soort komt voor in het Afrotropisch gebied.